# Équipe de Nouvelle-Zélande féminine de hockey sur glace
Cet article traite de l'équipe féminine. Pour l'équipe masculine, voir Équipe de Nouvelle-Zélande de hockey sur glace.
L'équipe de Nouvelle-Zélande féminine de hockey sur glace est la sélection nationale de Nouvelle-Zélande regroupant les meilleures joueuses néo-zélandaises de hockey sur glace féminin lors des compétitions internationales. Elle est sous la tutelle de la New Zealand Ice Hockey Federation. L'Australie est classée 32e sur 42 équipes au classement IIHF 2021 .

## Résultats

### Jeux olympiques
L'équipe féminine de Nouvelle-Zélande n'a jamais participé aux Jeux olympiques.

### Championnats du monde
- 1990-2004 — Ne participe pas
- 2005 — Vingt-huitième (2e de Division IV)
- 2007 — Trentième (3e de Division IV)
- 2008 — Vingt-neuvième (2e de Division IV)
- 2009 — Division IV annulée
- 2011 — Vingt-septième (1er de Division IV)
- 2012 — Vingt-quatrième (4e de Division IIA)
- 2013 — Vingt-quatrième (4e de Division IIA)
- 2014 — Vingt-cinquième (5e de Division IIA)
- 2015 — Vingt-sixième (6e de Division IIA)
- 2016 — Trente-et-unième (5e de Division IIB)
- 2017 — Vingt-neuvième (3e de Division IIB)
- 2018 — Trente-et-unième (4e de Division IIB)[4]
- 2019 — Trentième (2e de Division IIB)
- 2020 — Trente-et-unième (3e de Division IIB)
- 2021 — Pas de compétition en raison de pandémie de coronavirus [5].
- 2022 — Déclare forfait à cause de la pandémie [6].

Note :  Promue ;  Reléguée

### Classement mondial
| Année     | Rang       | Points     | Progression |
| --------- | ---------- | ---------- | ----------- |
| 2003-2004 | Non classé | Non classé | Non classé  |
| 2005      | 29         | 580        | -           |
| 2006      | 29         | 435        | ±0          |
| 2007      | 29         | 830        | ±0          |
| 2008      | 27         | 1 110      | +2          |
| 2009      | 28         | 690        | -1          |
| 2010      | 30         | 415        | -2          |
| 2011      | 27         | 740        | +3          |
| 2012      | 25         | 1 110      | +2          |
| 2013      | 25         | 1 455      | ±0          |

| Année      | Rang | Points | Progression |
| ---------- | ---- | ------ | ----------- |
| Fév. 2014  | 28   | 975    | -3          |
| Avril 2014 | 29   | 1 615  | -1          |
| 2015       | 28   | 1 595  | +1          |
| 2016       | 29   | 1 470  | -1          |
| 2017       | 28   | 1 420  | +1          |
| Fév. 2018  | 31   | 1 420  | -3          |
| Avril 2018 | 32   | 1 375  | -1          |
| 2019       | 31   | 1 355  | +1          |
| 2020       | 32   | 1 335  | +1          |
| 2021       | 32   | 1 295  | ±0          |

## Équipe moins de18 ans

### Challenge d'Asie féminin
- 2010-2016 — Ne participe pas
- 2017 —  Champion

### Championnat du monde moins de 18 ans
- 2008-2019 — Ne participe pas
- 2020 — 4e de la Division IIA
- 2021 — Pas de compétition en raison de la pandémie de coronavirus